# Technisches Hilfswerk
De Technisches Hilfswerk (THW) is een Duitse civiele burgerbescherming en hulporganisatie voor rampenbestrijding. De hoofdvestiging van de dienst is in Bonn.
De organisatie werd op 22 augustus 1950 opgericht. De voorganger was de Technische Nothilfe, die in 1945 door de geallieerden is opgeheven.

## Geografische verdeling

De acht regio's van de THW

De THW heeft acht zogenaamde Landesverbände verdeeld over Duitsland, die als eerste aanspreekpunt dienen bij calamiteiten. De indeling is als volgt:
- Landesverband Baden-Württemberg, locatie Stuttgart
- Landesverband Beieren, locatie München
- Landesverband Berlin, Brandenburg, Sachsen-Anhalt
- Landesverband Bremen, Niedersachsen, locatie Hannover
- Landesverband Hamburg, Mecklenburg-Vorpommern, Schleswig-Holstein
- Landesverband Hessen, Rheinland-Pfalz, Saarland
- Landesverband Noordrijn-Westfalen, locatie Heiligenhaus
- Landesverband Saksen, locatie Altenburg

Hoewel de dienst allereerst is opgezet voor lokale ondersteuning in Duitsland, wordt er bij natuurrampen soms ook hulp in het buitenland verleend.

## Trivia

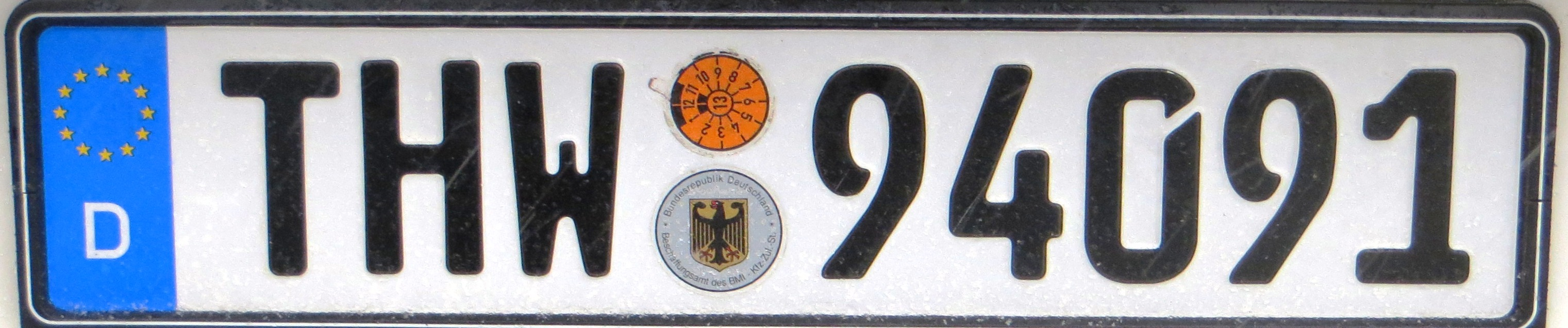
Kentekenplaat

- De THW heeft een eigen code THW op de Duitse kentekenplaten, in plaats van een regionale code.
- Een grote inzet van THW-ploegen was tijdens de overstromingen in juli 2021.

## Naamgeving in het buitenland
De dienst heeft een officiële naamgeving in andere talen:
- German Federal Agency For Technical Relief (Engels)
- Agence fédérale pour le secours technique (Frans)
- Servicio de Protección Ciudadana de Ayuda Técnica (Spaans)
- Federalna Agencja Pomocy Technicznej (Pools)